# 1982 en Bretagne
 Chronologie de la Bretagne
- 1978
- 1979
- 1980
- 1981
- 1982
- 1983
- 1984
- 1985
- 1986

Cette page recense des événements qui se sont produits durant l'année 1982 en Bretagne.

## Société

### Naissance
- 2 août à Brest (Finistère) : Solen Désert, athlète Française, pratiquant le 200 m et le 400m.
- 28 septembre à Saint-Renan (Finistère) : Nolwenn Leroy, autrice-compositrice-interprète et multi-instrumentiste française.

## Culture

### Langue bretonne
- Automne : ouverture de la première classe bilingue franco-bretonne dans l'enseignement public à la suite de la circulaire Savary[1].